# جوردن شيفر
جوردن شيفر (بالإنجليزية: Jordan Schafer)‏ هو لاعب كرة قاعدة أمريكي، ولد في 4 سبتمبر 1986 في هاموند في الولايات المتحدة.

## وصلات خارجية
- جوردن شيفر على موقع دوري كرة القاعدة الرئيسي (الإنجليزية)
- جوردن شيفر على موقعبيزبول رفرنس.كوم (الدوري الرئيسي) (الإنجليزية)
- جوردن شيفر على موقعبيزبول رفرنس.كوم (الدوري الثانوي) (الإنجليزية)
- جوردن شيفر على موقع إي إس بي إن.كوم (أم.أل.بي) (الإنجليزية)
- جوردن شيفر على موقع مشجعي الرسوم البيانية (الإنجليزية)